# Súper Rugby 1997
El Super Rugby 1997 fue la segunda edición del torneo hoy llamado Super Rugby, que es disputado por equipos de Australia, Nueva Zelanda y Sudáfrica.

## Historia
La estación corrió de 28 febrero a 31 de mayo de 1997, con cada equipo que juega todo el otros una vez. Al final de la estación regular, la parte superior cuatro equipos introdujeron el play off semifinales, con el primer equipo colocado que juega el cuarto y el segundo equipo colocado que juega el tercio. El ganador de cada semi la final cualificada para la final, el cual estuvo disputado por el Auckland Blues y el ACTO Brumbies en Eden Parque, Auckland. El Auckland Blues ganó 23 @– 7 para ganar su segundo Super 12 título.
Mientras el tres australiano y cinco equipos de Nueva Zelanda quedaron igual como la 1996 estación, los equipos sudafricanos hicieron cambios. Transvaal, después de los cambios del paisaje político de Sudáfrica, devenía sabido como el Gauteng Leones, mientras Provincia Occidental, después de que no haciendo la parte superior cuatro del 1996 Currie Taza, estuvo reemplazado por Estado Libre de Bloemfontein.

## Resultados
| Clubs               | BLU   | BRU   | CHI   | CRU   | FRE   | HIG   | HUR   | GLI   | NAT   | BBU   | QRE   | WAR   |
| ------------------- | ----- | ----- | ----- | ----- | ----- | ----- | ----- | ----- | ----- | ----- | ----- | ----- |
| Blues               |       | 41-29 |       | 29-28 |       |       | 45-42 | 63-22 | 39-17 |       | 49-26 |       |
| Brumbies            |       |       | 48-34 | 49-29 | 50-23 |       |       |       |       | 38-19 |       | 56-9  |
| Chiefs              | 16-26 |       |       |       |       | 18-34 |       | 47-9  | 15-33 |       | 31-16 |       |
| Crusaders           |       |       | 24-15 |       |       |       | 19-17 | 23-0  | 26-26 |       | 48-3  |       |
| Free State Cheetahs | 15-24 |       | 27-13 | 11-16 |       |       |       | 20-24 | 45-40 |       | 35-24 |       |
| Highlanders         | 28-45 | 9-15  |       | 37-29 | 18-49 |       |       |       |       | 27-7  |       | 16-27 |
| Hurricanes          |       | 29-35 | 18-23 |       | 59-30 | 60-34 |       |       |       | 64-32 |       | 19-3  |
| Golden Lions        |       | 44-36 |       |       |       | 47-29 | 35-37 |       | 42-8  | 16-16 |       | 36-27 |
| Natal Sharks        |       | 35-26 |       |       |       | 75-43 | 29-24 |       |       | 27-27 |       | 28-23 |
| Blue Bulls          | 40-40 |       | 34-27 | 23-22 | 23-35 |       |       |       |       |       | 14-3  |       |
| Queensland Reds     |       | 19-24 |       |       |       | 37-24 | 29-47 | 40-27 | 40-3  |       |       |       |
| NWS Waratahs        | 20-34 |       | 26-33 | 25-8  | 36-11 |       |       |       |       | 43-29 | 16-26 |       |

## Clasificación
- 4 puntos por ganar.
- 2 puntos por empatar.
- 1 punto bonus por perder por siete puntos o menos.
- 1 punto bonus por anotar cuatro o más tries en un partido.

| Los 4 primeros avanzaron a la Fase final. |

| Pos. | Equipo              | PJ | Gan | Emp | Per | PaF | PeC | Dif  | BP | Pts |
| ---- | ------------------- | -- | --- | --- | --- | --- | --- | ---- | -- | --- |
| 1    | Blues               | 11 | 10  | 1   | 0   | 435 | 283 | 152  | 8  | 50  |
| 2    | Brumbies            | 11 | 8   | 0   | 3   | 406 | 291 | 115  | 9  | 41  |
| 3    | Hurricanes          | 11 | 6   | 0   | 5   | 416 | 314 | 102  | 10 | 34  |
| 4    | Natal Sharks        | 11 | 5   | 2   | 4   | 321 | 350 | −29  | 6  | 30  |
| 5    | Golden Lions        | 11 | 5   | 1   | 5   | 302 | 346 | −44  | 6  | 28  |
| 6    | Crusaders           | 11 | 5   | 1   | 5   | 272 | 235 | 37   | 4  | 26  |
| 7    | Free State Cheetahs | 11 | 5   | 0   | 6   | 301 | 327 | −26  | 5  | 25  |
| 8    | Blue Bulls          | 11 | 3   | 3   | 5   | 264 | 342 | −78  | 4  | 22  |
| 9    | NSW Waratahs        | 11 | 4   | 0   | 7   | 255 | 296 | −41  | 4  | 20  |
| 10   | Queensland Reds     | 11 | 4   | 0   | 7   | 263 | 318 | −55  | 4  | 20  |
| 11   | Chiefs              | 11 | 4   | 0   | 7   | 272 | 295 | −23  | 3  | 19  |
| 12   | Highlanders         | 11 | 3   | 0   | 8   | 299 | 409 | −110 | 5  | 17  |

## Fase final
|  | Semifinales | Semifinales  | Semifinales |          |       | Final | Final | Final |  |
|  |             |              |             |          |       |       |       |       |  |
|  |             |              |             |          |       |       |       |       |  |
|  | 1           | Blues        | 55          |          |       |       |       |       |  |
|  | 1           | Blues        | 55          |          |       |       |       |       |  |
|  | 4           | Natal Sharks | 36          |          |       |       |       |       |  |
|  | 4           | Natal Sharks | 36          |          | Blues | Blues | 23    |       |  |
|  |             |              |             |          | Blues | Blues | 23    |       |  |
|  |             |              | Brumbies    | Brumbies | 7     |       |       |       |  |
|  | 3           | Brumbies     | Brumbies    | Brumbies | 7     | 33    |       |       |  |
|  | 3           | Brumbies     |             |          |       | 33    |       |       |  |
|  | 2           | Hurricanes   | 20          |          |       |       |       |       |  |
|  | 2           | Hurricanes   | 20          |          |       |       |       |       |  |
|  |             |              |             |          |       |       |       |       |  |

## Final
| 31 de mayo de 1997 | Blues                                                           | 23 – 7 | Brumbies                   | Eden Park, Auckland,                                                  |                                                                       |
|                    | Tries Dowd Jones Conversiones Cashmore (2) Penales Cashmore (3) |        | Tries Roff Conversión Roff | Asistencia: 46.000 espectadores Árbitro(s): Tappe Henning (Sudáfrica) | Asistencia: 46.000 espectadores Árbitro(s): Tappe Henning (Sudáfrica) |

| Bandera de Nueva Zelanda |
| Campeón Blues            |
| Segundo título           |

## Estadísticas
| Pos. | Jugador         | Club         | Puntos |
| ---- | --------------- | ------------ | ------ |
| 1    | Gavin Lawless   | Natal Sharks | 170    |
| 2    | Jon Preston     | Hurricanes   | 153    |
| 3    | Matt Burke      | NSW Waratahs | 150    |
| 4    | Adrian Cashmore | Blues        | 142    |
| 5    | David Knox      | Brumbies     | 136    |

| Pos. | Jugador          | Club       | Tries |
| ---- | ---------------- | ---------- | ----- |
| 1    | Joe Roff         | Brumbies   | 16    |
| 2    | Tana Umaga       | Hurricanes | 12    |
| 3    | Christian Cullen | Hurricanes | 11    |
| 4    | Joeli Vidiri     | Blues      | 10    |
| 5    | Mitch Hardy      | Brumbies   | 9     |